# Окомірна зйомка
Зйо́мка окомі́рна (Знімання окомірне), (англ. exploratory survey; нім. Augenmaßaufnahme f; рос. съемка глазомерная) — спрощена топографічна зйомка невеликих ділянок місцевості чи гірничих виробок, яка виконується за допомогою найпростіших приладів чи пристроїв (компаса, циркуля, візирної лінійки тощо).